# 1996年のBPRグローバルGTシリーズ
1996年のBPRグローバルGTシリーズは、BPRグローバルGTシリーズの3年目のシーズン。同シリーズはGTカー2クラスによってタイトルが争われ、それぞれGT1、GT2の名称で実施された。シリーズは3月3日のポール・リカールで開幕し、11月3日の珠海まで全11戦で行われた。シーズン後にはブラジルで2つのノンタイトル戦が実施された。
今シーズンはBPRシリーズの最後のシーズンとなった。翌1997年からはFIAが管轄するFIA GT選手権が代わって実施された。また、今シーズンは細分化されていたクラスがGT1とGT2の2クラスに整理された最初のシーズンであった。

## 開催スケジュール
| ラウンド | レース                                                       | サーキット                     | 開催日  |
| -------- | ------------------------------------------------------------ | ------------------------------ | ------- |
| 1        | ル・カステレ4時間                                            | ポール・リカール・サーキット   | 3月3日  |
| 2        | モンツァGT4時間                                              | モンツァ・サーキット           | 3月24日 |
| 3        | ハラマ4時間                                                  | ハラマ・サーキット             | 4月14日 |
| 4        | シルバーストン4時間 (ブリティッシュ・エンパイア・トロフィー) | シルバーストン・サーキット     | 5月12日 |
| 5        | ニュルブルクリンク4時間                                      | ニュルブルクリンク             | 6月30日 |
| 6        | アンデルストープ4時間                                        | スカンジナビアン・レースウェイ | 7月14日 |
| 7        | ポッカインターナショナル鈴鹿1000km                           | 鈴鹿サーキット                 | 8月25日 |
| 8        | ガルフ・オイル グローバルGTエンデュランス （4時間）          | ブランズ・ハッチ               | 9月8日  |
| 9        | スパ4時間                                                    | スパ・フランコルシャン         | 9月22日 |
| 10       | ノガロ4時間                                                  | ノガロ・サーキット             | 10月6日 |
| 11       | 珠海4時間                                                    | 珠海国際サーキット             | 11月3日 |

## シーズン結果
| ラウンド | サーキット             | GT1優勝チーム                                     | GT2優勝チーム                                            | レポート |
| ラウンド | サーキット             | GT1優勝ドライバー                                 | GT2優勝ドライバー                                        | レポート |
| -------- | ---------------------- | ------------------------------------------------- | -------------------------------------------------------- | -------- |
| 1        | ポール・リカール       | #2 ガルフ・レーシング GTC                         | #56 ルーック・レーシング                                 | 詳細     |
| 1        | ポール・リカール       | レイ・ベルム ジェームズ・ウィーバー               | ブルーノ・アイヒマン ラルフ・ケルナーズ ゲルト・ルッフ   | 詳細     |
| 2        | モンツァ               | #1 ウエスト・レーシング                           | #56 ルーック・レーシング                                 | 詳細     |
| 2        | モンツァ               | トーマス・ブシャー ジョン・ニールセン             | ブルーノ・アイヒマン ラルフ・ケレナース ゲルト・ルッフ   | 詳細     |
| 3        | ハラマ                 | #2 ガルフ・レーシング GTC                         | #83 マーコス・レーシング・インターナショナル             | 詳細     |
| 3        | ハラマ                 | レイ・ベルム ジェームズ・ウィーバー               | コーネリアス・オイサー トーマス・エルドス                | 詳細     |
| 4        | シルバーストン         | #3 ハロッズ・マッハ・ワン・レーシング             | #83 マーコス・レーシング・インターナショナル             | 詳細     |
| 4        | シルバーストン         | アンディ・ウォレス オリビエ・グルイヤール         | コーネリアス・オイサー トーマス・エルドス                | 詳細     |
| 5        | ニュルブルクリンク     | #1 ウエスト・レーシング                           | #56 ルーック・レーシング                                 | 詳細     |
| 5        | ニュルブルクリンク     | トーマス・ブシャー ピーター・コックス             | ブルーノ・アイヒマン ゲルト・ルッフ ミヘル・ノイガルテン | 詳細     |
| 6        | アンデルストープ       | #27 エネア SRL イゴル                             | #56 ルーック・レーシング                                 | 詳細     |
| 6        | アンデルストープ       | アンデルス・オロフソン ルチアーノ・デラ・ノーチェ | ブルーノ・アイヒマン ゲルト・ルッフ ミヘル・ノイガルテン | 詳細     |
| 7        | 鈴鹿                   | #2 ガルフ・レーシング GTC                         | #56 ルーック・レーシング                                 | 詳細     |
| 7        | 鈴鹿                   | レイ・ベルム ジェームズ・ウィーバー J.J.レート    | ブルーノ・アイヒマン ラルフ・ケレナース ゲルト・ルッフ   | 詳細     |
| 8        | ブランズ・ハッチ       | #35 ポルシェ AG                                   | #88 コンラート・モータースポーツ                         | 詳細     |
| 8        | ブランズ・ハッチ       | ハンス＝ヨアヒム・スタック ティエリー・ブーツェン | フランツ・コンラート ボブ・ウォレク ステファン・オルテリ | 詳細     |
| 9        | スパ・フランコルシャン | #35 ポルシェ AG                                   | #56 ルーック・レーシング                                 | 詳細     |
| 9        | スパ・フランコルシャン | ハンス＝ヨアヒム・スタック ティエリー・ブーツェン | ブルーノ・アイヒマン ラルフ・ケレナース ゲルト・ルッフ   | 詳細     |
| 10       | ノガロ                 | #2 ガルフ・レーシング GTC                         | #88 コンラート・モータースポーツ                         | 詳細     |
| 10       | ノガロ                 | レイ・ベルム ジェームズ・ウィーバー               | フランツ・コンラート ボブ・ウォレク                      | 詳細     |
| 11       | 珠海                   | #36 ポルシェ AG                                   | #83 マーコス・レーシング・インターナショナル             | 詳細     |
| 11       | 珠海                   | ラルフ・ケレナース エマニュエル・コラール         | コーネリアス・オイサー ハンス・テパス チャンドラ・アリム | 詳細     |

### ノンタイトルイベント
シーズンが11月に終了した後、2つのノンタイトル戦がブラジルで開催された。
| 開催日   | レース          | サーキット | GT1優勝チーム                       | GT2優勝チーム                               | レポート |
| 開催日   | レース          | サーキット | GT1優勝ドライバー                   | GT2優勝ドライバー                           | レポート |
| -------- | --------------- | ---------- | ----------------------------------- | ------------------------------------------- | -------- |
| 12月8日  | クリチバ2時間   | クリチバ   | #01 BMWモータースポーツ             | #96 ラルブル・コンペティション              | 詳細     |
| 12月8日  | クリチバ2時間   | クリチバ   | ネルソン・ピケ ジョニー・チェコット | パトリス・ゲースラール クリストフ・ブシュー | 詳細     |
| 12月16日 | ブラジリア2時間 | ブラジリア | #01 BMWモータースポーツ             | #106 ルーック・レーシング                   | 詳細     |
| 12月16日 | ブラジリア2時間 | ブラジリア | ネルソン・ピケ ジョニー・チェコット | ミシェル・リゴネ アンディ・ピルグリム       | 詳細     |